# Ronald Ross (Basketballspieler)
Ronald Lovell Ross (* 11. Februar 1983 in Hobbs, New Mexico) ist ein US-amerikanischer Basketballspieler. Nach dem Studium in seinem Heimatland spielte Ross als Profi zunächst in Italien und der Minor League CBA. Zwischen 2007 und 2011 spielte Ross, unterbrochen von einer Saison in Israel, in der deutschen Basketball-Bundesliga für drei verschiedene Erstligisten. Nachdem Ross zuletzt 2½ Jahre in Kroatien für Jolly Šibenik gespielt hatte, steht er seit Beginn des Jahres 2014 für Apollon Patras in Griechenland unter Vertrag.

## Karriere
Ross, aus dem südöstlichen New Mexico stammend, studierte im angrenzenden Lubbock (Texas) an der Texas Tech University, wo er ab 2001 für die Hochschulmannschaft Red Raiders in der Big 12 Conference der NCAA spielte. Zu dieser Zeit hatte der gleichermaßen umstrittene wie populäre Trainer Bob Knight die Red Raiders übernommen, der zuvor nach 29 Jahren und mehreren NCAA-Meisterschaften von der Indiana University entlassen worden war. Unter Knight gewannen die Raiders zwar zunächst auch keine Meisterschaften in der Big 12, doch in Ross’ vierter und letzter NCAA-Spielzeit erreichte man 2005 in der landesweiten NCAA-Endrunde das Achtelfinale der Sweet Sixteen, über das die Raiders auch in der Vergangenheit noch nie hinausgekommen waren. In der anschließenden Entry Draft 2005 der am höchsten dotierten US-Profiliga NBA wurde Ross nicht ausgewählt und konnte sich auch über Trainingslager, unter anderem bei den Golden State Warriors, nicht für einen Vertrag in der am höchsten dotierten Profiliga empfehlen.
So begann Ross seine Karriere als Profi 2005 bei Univer aus Castelletto sopra Ticino in der italienischen LegADue. Nach einer Saison kehrte er zunächst in sein Heimatland zurück und versuchte sich bei den Albuquerque Thunderbirds in der NBA Development League, wurde aber nicht in den Saisonkader übernommen. Danach spielte Ross in weiteren Minor Leagues für die Butte Daredevils in der Continental Basketball Association (CBA) und die Albany Patroons in der USBL.
Seine erste Saison in der deutschen Basketball-Bundesliga spielte er bei EnBW Ludwigsburg, mit denen er 2008 im Endspiel des Final-Four-Turniers im Pokal seinem späteren Verein Artland Dragons unterlag. Die folgende Saison spielte er zunächst für zwei israelische Vereine, wechselte dann aber im Februar 2009 zu den Dragons nach Quakenbrück im Artland. Für die Saison 2010/2011 erhielt er bei den Dragons keinen neuen Vertrag. Anfang Dezember wurde Ross schließlich als Neuzugang des Mitteldeutschen BC vorgestellt. Nach dem Abstieg des MBC in die zweite Spielklasse ProA erhielt Ross 2011 keinen neuen Vertrag mehr. Nach zweieinhalb Jahren beim kroatischen Verein Jolly aus Šibenik wurde der Vertrag bei diesem Verein zum Jahresende 2013 beendet und Ross wechselte in die griechische A1 Ethniki zu Apollon aus Patras.